# .dz
.dzはアルジェリアの国別コードトップレベルドメイン(ccTLD)。CERIST (Centre de Recherche sur l'Information Scientifique et Technique)の下位組織であるNetwork Internet Center. DZ（NIC.DZ）が管理する。ISO 3166-1でもあるDZはアルジェリアの現地名であるDzayrから採られたもの。

## 第三レベルドメイン
第三レベルドメインには以下の種類がある
- .com.dz: 商用
- .org.dz: 団体
- .net.dz: ネットワーク
- .gov.dz: 政府組織
- .edu.dz: 教育と科学施設
- .asso.dz: 協会、組合
- .pol.dz: 政治機関
- .art.dz: 文化と芸術